# 江帅
江帅（1982年6月7日—），出生于山东青岛，中国足球运动员，中国国家女子足球队成员，司职后卫。她随队参加了2008年北京奥运会女子足球比赛，最终队伍获得第五名。

## 外部連結
- 江帅在国际奥林匹克委员会的资料